# Storsåta
Storsåta (norwegisch für Großer Heuhaufen) ist ein 2350 m hoher Berg im Wohlthatmassiv des ostantarktischen Königin-Maud-Lands. Er ragt in der Mittleren Petermannkette auf.
Wissenschaftler des Norwegischen Polarinstituts benannten ihn 1968.